# Chiesa della Trinità (Venezia)
La chiesa e convento della Trinità è stato un complesso religioso di Venezia, appartenente all'Ordine teutonico e situato nel sestiere di Dorsoduro.
Si ergeva nel luogo dove venne poi edificata la basilica di Santa Maria della Salute.

## Storia
Il monastero venne eretto dal doge Renier Zen in ringraziamento per l'aiuto ricevuto dai cavalieri nel corso della guerra di San Saba contro Genova.
I Cavalieri avevano già posseduto una sede a Venezia, tanto da avervi tenuto l'elezione del Gran maestro nel 1221. Essi si trasferirono nel nuovo monastero nel 1252, stabilendovi poi la stessa sede del Gran maestro nel 1298 dopo la caduta di Acri, lasciandovela fino al 1309, quando venne definitivamente collocata a Marienburg.
Perduta progressivamente importanza, il monastero venne in parte concesso dai Cavalieri ad una Confraternita della Trinità nel 1420, aggiungendovi poi un ospizio nel 1493.
Colpito l'ordine dagli effetti della riforma protestante ed 
essendo rimasto il priorato vacante, papa Giulio II lo concesse al patrizio Andrea Lippomano.
Nel 1595 il monastero venne venduto al Patriarcato di Venezia come sede del seminario, che qui ebbe sede dal 1599 al 1630, lasciando quindi posto al Collegio dei Somaschi.
Parte degli edifici venne demolita per fa posto posto alla nuova Basilica della Salute, inaugurata nel 1631 finché la stessa chiesa della Trinità venne rasa al suolo con decreto del 1681 per ampliare l'edificio del Collegio e ad un oratorio.